# Меморіал Макса Ейве
Меморіал Макса Ейве - міжнародний шаховий турнір за запрошенням, названий на честь Макса Ейве (1901-1981), який проводився 1987 по 1996 рік. Він проходив в Амстердамі (Нідерланди) (за винятком 1990 року, коли він відбувся в Роттердамі). 1976 року, коли Ейве був ще живий, відбувся турнір на честь його ювілею, який можна вважати попередником цієї серії.
З 1987 по 1996 рік відбулось десять поспіль Меморіалів Ейве. Зазвичай це були міні-турніри у два кола, у яких грали чотири гравці зі світової еліти, за винятком 1991 і 1996 років, коли десять шахістів грали в одне коло. 
Останнього разу турнір основної серії відбувся 1996 року, а потім припинив існування, переважно через те,  що головний спонсор Verenigde Spaarbank (VSB), втратив до нього інтерес.
2007 року в Арнемі відбувся помірно сильний і незалежний від першого турнір "Euwe Stimulans", переможцем якого став Амон Сімутове з Замбії, виконавши в його ході третю гросмейстерську норму. 
Турнір Ideal Макс Ейве International Tournament відбувся 2008 року в Сан-Паулу. Організатори назвали його "2nd Euwe Stimulans". Турнір пройшов в одне коло за участю трьох гравців з Бразилії і сімох гравців з інших країн. Чжао Цзун Юань і Жілберту Мілош поділили перше місце, попереду чистого третього місця, яке посів Джон Ван дер Віл.
Наступний Меморіал Макса Ейве до двадцятої річниці його смерті (26 листопада 1981 року) відбувся 13-20 листопада 2011 року в Амстердамі. В його рамках відбулась низка заходів, зокрема жіночий та чоловічий міні-турніри по чотири гравці. У жіночому турнірі перемогла 14-разова чемпіонка Нідерландів Чжаоцін Пен. Серед чоловіків переможцем став Робін ван Кампен.

## Переможці
| #  | Переможець | Переможець                                                               |
| -- | ---------- | ------------------------------------------------------------------------ |
| -  | 1976       | Анатолій Карпов (СРСР)                                                   |
| 1  | 1987       | Анатолій Карпов (СРСР) Ян Тімман (Нідерланди)                            |
| 2  | 1988       | Найджел Шорт (Англія)                                                    |
| 3  | 1989       | Ян Тімман (Нідерланди)                                                   |
| 4  | 1990       | Віктор Корчной (Швейцарія)                                               |
| 5  | 1991       | Валерій Салов (Росія) Найджел Шорт (Англія)                              |
| 6  | 1992       | Найджел Шорт (Англія) Вішванатан Ананд (Індія)                           |
| 7  | 1993       | Найджел Шорт (Англія) Вішванатан Ананд (Індія) Володимир Крамник (Росія) |
| 8  | 1994       | Гаррі Каспаров (Росія)                                                   |
| 9  | 1995       | Жоель Лотьє (Франція)                                                    |
| 10 | 1996       | Веселин Топалов (Bulgaria) Гаррі Каспаров (Росія)                        |

## Результати

### 1996
|    | Гравець                    | Рейтинг | 1 | 2 | 3 | 4 | 5 | 6 | 7 | 8 | 9 | 10 | Загалом |
| -- | -------------------------- | ------- | - | - | - | - | - | - | - | - | - | -- | ------- |
| 1  | Веселин Топалов (Болгарія) | 2700    | X | 1 | 0 | 1 | 0 | 1 | ½ | 1 | 1 | 1  | 6½      |
| 2  | Гаррі Каспаров (Росія)     | 2775    | 0 | X | ½ | 1 | 1 | ½ | 1 | 1 | 1 | ½  | 6½      |
| 3  | Найджел Шорт (Англія)      | 2665    | 1 | ½ | X | 0 | ½ | 0 | ½ | 1 | ½ | 1  | 5       |
| 4  | Вішванатан Ананд (Індія)   | 2725    | 0 | 0 | 1 | X | 1 | ½ | ½ | ½ | ½ | 1  | 5       |
| 5  | Володимир Крамник (Росія)  | 2775    | 1 | 0 | ½ | 0 | X | ½ | 1 | ½ | ½ | ½  | 4½      |
| 6  | Жоель Лотьє (Франція)      | 2630    | 0 | ½ | 1 | ½ | ½ | X | 0 | 1 | 0 | 1  | 4½      |
| 7  | Яссер Сейраван (США)       | 2630    | ½ | 0 | ½ | ½ | 0 | 1 | X | 0 | 1 | ½  | 4       |
| 8  | Борис Гельфанд (Ізраїль)   | 2700    | 0 | 0 | 0 | ½ | ½ | 0 | 1 | X | 1 | ½  | 3½      |
| 9  | Єрун Пікет (Нідерланди)    | 2570    | 0 | 0 | ½ | ½ | ½ | 1 | 0 | 0 | X | ½  | 3       |
| 10 | Ян Тімман (Нідерланди)     | 2620    | 0 | ½ | 0 | 0 | ½ | 0 | ½ | ½ | ½ | X  | 2½      |